# Viktor 1. Amadeus af Anhalt-Bernburg
Fyrst Viktor 1. Amadeus af Anhalt-Bernburg (tysk: Viktor I. Amadeus, Fürst von Anhalt-Bernburg; 6. oktober 1634 – 14. februar 1718) var fyrste af det lille tyske fyrstendømme Anhalt-Bernburg fra 1656 til sin død i 1718.
Han var søn af sin forgænger fyrst Christian 2. Han giftede sig i 1667 med Elisabeth af Pfalz-Zweibrücken, datter af pfalzgreve og hertug Frederik af Pfalz-Zweibrücken. Fyrst Viktor 1. Amadeus blev efterfulgt af sin ældste søn, Karl Frederik.

## Eksterne links
- Wikimedia Commons har flere filer relateret til Viktor 1. Amadeus af Anhalt-Bernburg
- Slægten Askaniens officielle hjemmeside Arkiveret 21. august 2018 hos  Wayback Machine

| Viktor 1. AmadeusHuset AskanienFødt: 6. oktober 1634 Død: 14. februar 1718 |                                       |                              |
| Titler som regent                                                          |                                       |                              |
| Foregående: Christian 2.                                                   | Fyrste af Anhalt-Bernburg 1656 – 1718 | Efterfølgende: Karl Frederik |